# Пряников, Александр Алексеевич
Алекса́ндр Алексе́евич Пря́ников (род. 19 ноября 1969, Оренбург) — российский теле- и радиоведущий, шоумен.

## Биография
Родился 19 ноября 1969 года в Оренбурге.
Мать — Фаина Юрьевна Пряникова, пианист-концертмейстер; отец — Алексей Иванович Пряников, преподаватель по классу трубы. Оба работали в Оренбургском музыкальном училище. Имеет еврейские корни.
Учился в средней школе, а также в музыкальной школе по классу фортепиано, которую не закончил (ушёл после 3-го класса). После окончания школы служил в армии в местечке Кряж под Самарой, где играл в военном оркестре на барабане, дослужился до звания младшего сержанта.
В 1993 году закончил Государственное музыкальное училище имени Гнесиных по классу музыкальной комедии. Следующие два года провёл в США, где участвовал в постановках бродвейских мюзиклов («Свадебка» И. Стравинского).

### Телевидение и радио
На телевидении работает с 1995 года. Прошёл отбор на Муз-ТВ, где быстро добился популярности и практически стал лицом телеканала. В 1998 году, будучи уже известным ведущим, пришёл работать на «Русское радио», с 16 декабря 1999 года по 12 июля 2002 года вёл вместе с Андреем Чижовым (до 31 декабря 2001 года), затем вместе с Татьяной Плотниковой (с 4 февраля по 12 июля 2002 года) утреннее, затем вечернее шоу «Русские пряники», вскоре занял пост программного директора радиостанции. Помимо работы на радио и телевидении выступал ведущим на крупных концертах, известных акциях, в том числе вручении премии Муз-ТВ.
С 2001 по 2003 год регулярно принимал участие в телевизионном музыкальном шоу «Земля — воздух» на ТВ-6 (с июня 2002 года — ТВС) в качестве представителя «Русского радио».
С 2003 по 2004 год был ведущим (совместно с Анной Мишиной) музыкальной программы «Серебряный диск» (затем переименованной в «Супердиск») на ТВЦ.
В 2004 году начал вести ежедневную программу «Без пряников» на «Первом популярном радио».
В 2005—2006 годах сотрудничал с Авторским телевидением — был соведущим в ток-шоу «Человек из ящика» (ТВЦ, 2005) и деловом реалити-шоу «Шанс» (ТНТ, 2006).
С 2005 по 2007 год вёл молодёжное ток-шоу «Молодцы» на телеканале «MTV Россия» в паре с Туттой Ларсен. В 2005—2007 годах также вёл программу о человеческих и природных безумствах «Этот безумный мир» на DTV-Viasat, в 2006—2007 годах — программу-интервью «Русская начинка» на телеканале «НТВ Мир».
В 2007 году стал ведущим юмористического проекта «Бла-бла шоу» на РЕН ТВ.
С 2008 по 2009 год был ведущим спортивной программы «Про регби» на телеканале «ТВ Центр».
С 2009 по 2011 год вёл телеигру «Мафия» на Муз-ТВ. В 2010 году вёл реалити-шоу «Герои Ree-фитнеса» на том же телеканале. О прекращении сотрудничества с Муз-ТВ впоследствии рассказывал так: «Я наблюдаю Муз-ТВ в его нынешнем варианте и радуюсь, что ушёл оттуда. Когда развалилось то Муз-ТВ, создалось впечатление, что за руль „Феррари“ пустили деревенских лохов. Я рад, что не принимаю в этом участие».
В 2011 году вёл программу «Города и веси» на телеканале «Россия-1». В том же году вёл кулинарное телешоу «A la carte» на канале «Телекафе».
На телеканале «Москва. Доверие» в 2013—2014 годах вёл программы «Ты в игре!» и «Звёздный холодильник».
С 2014 года — ведущий программы «Мировой рынок с Александром Пряниковым» на телеканале «Моя планета».
С 2015 по 2017 год вёл две программы на телеканале «Мама» — «У папы вкуснее?!» и «Папа, Саша и Полина».
С 26 ноября 2017 года — ведущий интеллектуальной викторины для старшеклассников «Мы — грамотеи!» на телеканале «Россия-Культура».
С 28 июля 2025 года вновь работает на «Русском радио», где ведёт совместно с Иваном Соловьёвым шоу «Вечер на Русском». 
Снимался в рекламе Tide. В качестве певца и как MC Пряников в 2001 году снялся в видеоклипе группы «Шао? Бао!» «Хочется Русского» и с группой J-Power (композиция «Девчонка»), также вместе с Андреем Чижовым и группой «Стрелки» спел композицию «Попса».

## Фильмография
1. 2007 — Трое сверху-2 — Боря
2. 2008 — Трюкачи — камео
3. 2008 — Я знаю, как стать счастливым!
4. 2009 — Дом на Озёрной — Николай (нет в титрах)
5. 2010 — Галыгин.ру — телеведущий
6. 2010 — Дело Крапивиных — Выхрапок (фильм № 8 «Женская доля»)
7. 2011 — Лектор — радиоведущий
8. 2014 — Дедушка моей мечты — телеведущий
9. 2014 — Паутина-8 — Баженов (фильм № 2 «Мёртвая земля»)
10. 2016 — Провокатор — телеведущий
11. 2019 — Вирус — камео
12. 2020 — Просто представь, что мы знаем — Погорелов-старший
13. 2022 — Конец света — криминалист

## Личная жизнь
Жена (до 2017 года) — писательница Аксинья Гурьянова. Отец двоих детей — сына Александра Пряникова (род. 20 сентября 2007) и внебрачной дочери Полины Пряниковой (родилась в 2000 году).

## Награды
В разное время за свою деятельность Александр Пряников был награждён премиями «Овация» и «Знак качества».